# Anna Karenina (film 1935)
Anna Karenina – amerykański melodramat z 1935 roku.

## O filmie
Film jest adaptacją powieści Anna Karenina Lwa Tołstoja w reżyserii Clarence’a Browna. Rolę tytułową zagrała Greta Garbo, która otrzymała za nią nagrodę Nowojorskiego Koła Krytyków Filmowych dla najlepszej aktorki roku. Ponadto, film został nagrodzony także na Festiwalu Filmowym w Wenecji w 1935 roku. Anna Karenina spotkała się z generalnie przychylnymi recenzjami ze strony krytyków.
Produkcja była remakiem niemej wersji Anny Kareniny z 1927 roku (zatytułowanej Love). Greta Garbo zagrała tam u boku Johna Gilberta.

## Obsada
- Greta Garbo – Anna Karenina
- Fredric March – Wroński
- Freddie Bartholomew – Sergei
- Maureen O’Sullivan – Kitty
- May Robson – hrabina Wrońska
- Basil Rathbone – Karenin
- Reginald Owen – Stiva
- Reginald Denny – Yashvin
- Joan Marsh – Lili
- Ethel Griffies – pani Kartasoff
- Harry Beresford – Matve
- Mary Forbes – księżniczka Sorokina

## Oceny
| Źródło          | Ocena |
| --------------- | ----- |
| AllMovie        | [ 3 ] |
| Rotten Tomatoes | 100%  |